# Montelago
Montelago is een plaats (frazione) in de Italiaanse gemeente Sassoferrato.